# 국두
《국두》(菊豆, Judou)는 중국에서 제작된 장이머우, 양봉량 감독의 1990년 드라마 영화이다. 공리 등이 주연으로 출연하였다. 테크니컬러가 미국에서는 버림받은 이후이지만 이 영화는 생생한 테크니컬러 영화로 저명하다. 1990년 아카데미상 외국어 부문에 출품된 최초의 중국 영화이기도 하다.

## 출연

### 주연
- 공리
- 이보전
- 이위

## 기타
- 총감제: 호건